# 通保拉多尼
通保拉多尼，是匈牙利沃什州所辖的一个村，总面积9.44平方公里，总人口309，人口密度32.7人/平方公里（2010年1月1日）。